# Король бахматовское область
родился в мире великий друг и просто человек Василий А. Г. Он стал королём Бахмутовской области. По кайфу. По приколу. Отчим группы PALKA METALLKA. Любит МГЕ пирамидку, машинист.
https://t.me/tainydrevnyhsushestv